# Бала-Хиссар
Бала-Хиссар (перс. بالاحصار کابل‎) — историческая крепость в столице Афганистана — Кабуле. 
Крепость находится на отроге горного хребта Кух-э-Шердарваз. Первые укрепления на этой горе относят к V веку нашей эры. Впоследствии крепость многократно перестраивалась. В 1504 году крепость была взята Бабуром. В течение многих столетий крепость Бала-Хиссар служила укрытием для правителей Афганистана. 
В начале XIX столетия у подножия Бала-Хиссар была основана первая в Афганистане армянская церковь (в самом конце XIX века была снесена).
В 1879 году в крепости размещалась британская дипломатическая миссия, которая была атакована в ходе атаки афганского ополчения. В 1880 году во время второй англо-афганской войны крепость была частично разрушена по приказу английского генерала Робертса. 
В 2018 году президент Афганистана Абдул Гани издал декрет о реставрации крепости.
В настоящее время в крепости размещаются контингенты 55-й дивизии афганской армии.

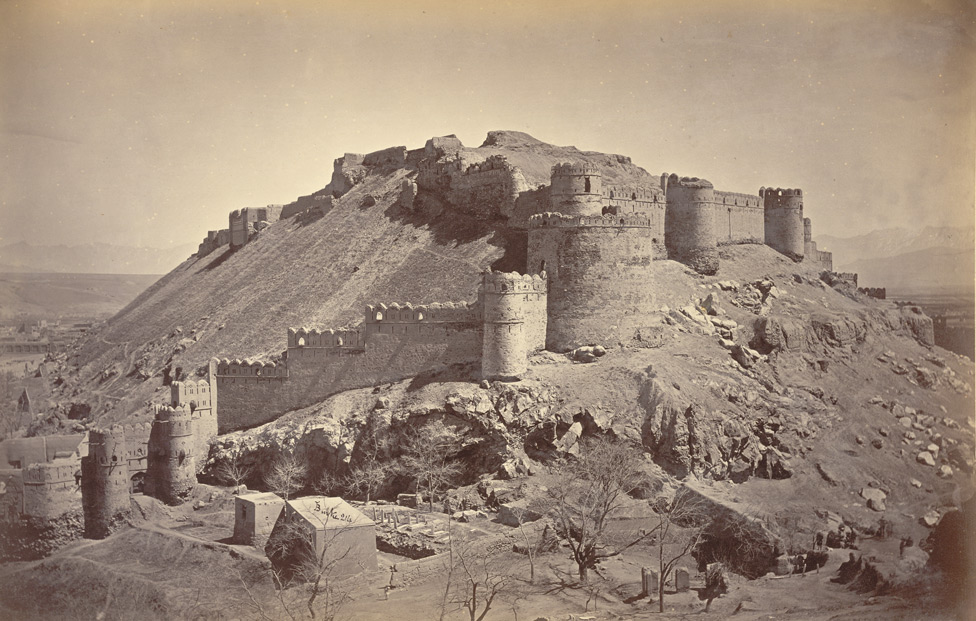
Бала-Хиссар в 1879 году